# 川崎市立稲田小学校
川崎市立稲田小学校（かわさきしりつ いなだしょうがっこう）は、神奈川県川崎市多摩区宿河原3丁目にある公立小学校。略称は「稲小(いなしょう)」。

## 概要
北側に正門があり、正門前には桜並木が並ぶ。正門を入ると正面一階部分に大規模な昇降口がある。本校の直接の分校ではないが川崎中央支援学校の分教室が併設されている。また、近隣には八幡宮神社があり、初詣でも賑わう上に桜の名所である宿河原の二ヶ領用水も近い。通学範囲が広く古くより児童数が1000人を超えていたが近年は減少傾向にある。

## 児童数
- 2023年（令和4年）4月時点の児童数は805人である。

## 学級数
- 1〜6年および支援級を含めて全ての学年で4クラス体制である。今は入る一年生が多くなり2年生位は5クラスある。

## 教育目標
- 心ゆたかで思いやりのある子
- よく考え、進んで学習する子
- 明るく健康な子

## 通学区域と進学先中学校
出典

### 通学区域
- 宿河原3丁目（全域）
- 宿河原4丁目（全域）
- 宿河原5丁目（全域）
- 宿河原6丁目（全域）
- 宿河原7丁目（全域）
- 堰2丁目（1番）
- 堰3丁目（1番）
- 長尾4丁目（全域）
- 長尾5丁目（全域）

### 進学先中学校
- 川崎市立稲田中学校

## 沿革
- 1879年（明治12年）5月5日 - 宿河原2丁目の長福寺で「村立宿河原小学校」創立。
- 1892年（明治25年） - 長福寺の「宿河原学校」は「尋常第三稲田小学校」と改称。
- 1893年（明治26年） - 「尋常第三稲田小学校」宿河原6丁目緑化センター付近に移転。
- 1913年（大正2年） - 現在の稲田小学校の場所へ移転。
- 1946年（昭和21年）12月24日 - 学校給食開始[4]。
- 1947年（昭和22年）5月1日[4] - 「川崎市立稲田小学校」に改称。
- 1974年（昭和49年）4月1日 - 重複障害児学級設置[4]。
- 1979年（昭和54年）5月25日 - 創立100周年記念式典挙行[4]。
- 1985年（昭和60年）3月6日 - たんぽぽ学級開設10周年[4]。
- 1989年（平成元年）11月25日 - 創立110周年記念式典挙行[4]。
- 1995年（平成7年）2月25日 - たんぽぽ学級開設20周年[4]。
- 1999年（平成11年）
  - 3月5日 - 新校舎への入校式挙行[4]。
  - 11月20日 - 創立120周年記念式典挙行[4]。
- 2002年（平成14年）2月7日 - 第1回学校教育推進会議開催[4]。
- 2004年（平成16年）
  - 4月5日 - 2学期制移行[4]。
  - 9月29日 - たんぽぽ学級開設30周年・たんぽぽ学級研究報告会開催[4]。
- 2005年（平成17年）12月10日 - 第1回ふれあいバザー開催[4]。
- 2009年（平成21年）11月7日 - 創立130周年記念式典挙行[4]。
- 2010年（平成22年）12月1日 - たんぽぽ学級開設35周年・たんぽぽ学級研究報告会開催[4]。
- 2014年（平成26年）4月3日 - 川崎市立中央支援学校稲田分教室（たんぽぽ）と稲田小学校特別支援級（ひまわり）を新設[4]。
- 2018年（平成30年）
  - 10月30日 - 体育館・東側トイレ改修[4]。
  - 11月2日 - 稲田小学校寺子屋開設[4]。
- 2019年（令和元年）11月9日[4] - 創立140周年記念式典挙行[5]。
- 2021年（令和3年）8月25日 - 3階と4階の西側トイレを改修[4]。
- 2022年（令和4年）12月1日 - 2階更衣室と中央トイレを改修[4]。

## 不祥事
2023年5月17日午前11時ごろ、男性教諭がプールの給水の注水を開始したが、ろ過装置の警報が鳴ったため、電気のブレーカーを落とした。これによって、スイッチへの給電も止まったが、そのままスイッチで注水を停止させたため、5日間にわたってプール6杯分、約2175立方メートルの水が流出した。損害額は約190万円で、川崎市教育委員会は、再発防止のために全ての市立学校で教職員による操作確認や研修、マニュアル記載を改めるとした。

## アクセス
- JR東日本南武線宿河原駅から、徒歩約300m・約5分。